# Scelolyperus meracus
Scelolyperus meracus là một loài bọ cánh cứng trong họ Chrysomelidae. Loài này được Say miêu tả khoa học năm 1826.